# (2967) Vladisvyat
(2967) Vladisvyat (1977 SS1) – planetoida z grupy pasa głównego asteroid okrążająca Słońce w ciągu 5,73 lat w średniej odległości 3,2 j.a. Odkryta 19 września 1977 roku.